# Simbabwische Cricket-Nationalmannschaft in Indien in der Saison 2000/01
Die Tour der simbabwischen Cricket-Nationalmannschaft nach Indien in der Saison 2000/01 fand vom 8. November bis zum 14. Dezember 2000 statt. Die internationale Cricket-Tour war Teil der internationalen Cricket-Saison 2000/01 und umfasste zwei Test Matches und fünf ODIs. Indien gewann die Testserie 1-0 und die ODI-Serie 4-1.

## Vorgeschichte
Indien spielte zuvor eine Tour in Bangladesch, Simbabwe ein Drei-Nationen-Turnier in den Vereinigten Arabischen Emiraten.
Das letzte Aufeinandertreffen der beiden Mannschaften bei einer Tour fand in der Saison 1998 in Simbabwe statt.

## Stadien
Für die Tour wurden folgende Stadien als Austragungsorte vorgesehen und wurden am 23. Oktober 2000 bekanntgegeben.
| Stadion                              | Stadt     | Kapazität | Spiele  |
| ------------------------------------ | --------- | --------- | ------- |
| Sardar Patel Stadium                 | Ahmedabad | 54.000    | 2. ODI  |
| Barabati Stadium                     | Cuttack   | 45.000    | 1. ODI  |
| Feroz Shah Kotla                     | Delhi     | 48.000    | 1. Test |
| Barkatullah Khan Stadium             | Jodhpur   | 30.000    | 3. ODI  |
| Green Park Stadium                   | Kanpur    | 33.000    | 4. ODI  |
| Vidarbha Cricket Association Stadium | Nagpur    | 45.000    | 2. Test |
| Madhavrao Scindia Cricket Ground     | Rajkot    | 28.000    | 5. ODI  |

## Kader
Simbabwe benannte seinen Test-Kader am 31. Oktober 2000.
Indien benannte seinen Test-Kader am 14. November und seinen ODI-Kader am 26. November 2000.
| Test | Test | ODI | ODI |
| Indien | Simbabwe | Indien | Simbabwe |
| --- | --- | --- | --- |
| - Sourav Ganguly (K) - Ajit Agarkar - Vijay Dahiya (wk) - Shiv Sunder Das - Rahul Dravid - Sunil Joshi - Murali Kartik - Zaheer Khan - VVS Laxman - Sadagoppan Ramesh - Sarandeep Singh - Javagal Srinath - Sachin Tendulkar | - Heath Streak (K) - Alistair Campbell - Stuart Carlisle - Andy Flower (wk) - Grant Flower - Brian Murphy - Mluleki Nkala - Henry Olonga - Gavin Rennie - Bryan Strang - Paul Strang - Dirk Viljoen - Guy Whittall | - Sourav Ganguly (K) - Ajit Agarkar - Hemang Badani - Vijay Dahiya (wk) - Rahul Dravid - Sunil Joshi - Aashish Kapoor - Zaheer Khan - Venkatesh Prasad - Virender Sehwag - Yuvraj Singh - Reetinder Sodhi - Sridharan Sriram - Sachin Tendulkar | - Heath Streak (K) - Alistair Campbell - Stuart Carlisle - Andy Flower (wk) - Grant Flower - Travis Friend - Trevor Madondo - Doug Marillier - Brian Murphy - Mluleki Nkala - Henry Olonga - Gavin Rennie - Bryan Strang - Dirk Viljoen - Guy Whittall |

## Tour Matches
| 8. – 10. November Scorecard | Indore | Zimbabweans 322-6d (79) & 320-5d (102) | – | National Cricket Academy XI 323-6d (73) & 42-1 (11) |
|                             |        | Remis                                  |   |                                                     |

| 13. – 15. November Scorecard | Faridabad | Indian Board President’s XI 314-5d (90) & 183-2d (54) | – | Zimbabweans 236-5d (73) & 262-6 (54) |
|                              |           | Zimbabweans gewinnt mit 4 Wickets                     |   |                                      |

## Test Matches

### Erster Test in Delhi
| 18. – 22. November Scorecard | Delhi | Simbabwe 422-9d (168) & 225 (80.1) | – | Indien 458-4d (142.4) & 190-3 (37.3) |
|                              |       | Indien gewinnt mit 7 Wickets       |   |                                      |

### Zweiter Test in Nagpur
| 25. – 29. November Scorecard | Nagpur | Indien 609-6d (155.5) & 503-6 (161) | – | Simbabwe 382 (120.1) |
|                              |        | Remis                               |   |                      |

## One-Day Internationals

### Erstes ODI in Cuttack
| 2. Dezember Scorecard | Cuttack | Simbabwe 253-7 (50)          | – | Indien 255-7 (47.2) |
|                       |         | Indien gewinnt mit 3 Wickets |   |                     |

### Zweites ODI in Ahmedabad
| 5. Dezember Scorecard | Ahmedabad | Indien 306-5 (50)          | – | Simbabwe 245-8 (50) |
|                       |           | Indien gewinnt mit 61 Runs |   |                     |

### Drittes ODI in Jodhpur
| 8. Dezember Scorecard | Jodhpur | Indien 283-8 (50)             | – | Simbabwe 284-9 (49.5) |
|                       |         | Simbabwe gewinnt mit 1 Wicket |   |                       |

### Viertes ODI in Kanpur
| 11. Dezember Scorecard | Kanpur | Simbabwe 165 (45.4)          | – | Indien 166-1 (25) |
|                        |        | Indien gewinnt mit 9 Wickets |   |                   |

### Fünftes ODI in Rajkot
| 14. Dezember Scorecard | Rajkot | Indien 301-6 (50)          | – | Simbabwe 262 (47.4) |
|                        |        | Indien gewinnt mit 39 Runs |   |                     |

## Statistiken
Die folgenden Cricketstatistiken wurden bei dieser Tour erzielt.
| Tests             | Tests      | Tests   | Tests   | Tests   | Tests   | Tests   | Tests   | Tests   |
| Batting           | Batting    | Batting | Batting | Batting | Batting | Batting | Batting | Batting |
| Spieler           | Mannschaft | Spiele  | Innings | Runs    | Average | HS      | 100s    | 50s     |
| ----------------- | ---------- | ------- | ------- | ------- | ------- | ------- | ------- | ------- |
| Andy Flower       | Simbabwe   | 2       | 4       | 540     | 270,00  | 232*    | 2       | 2       |
| Rahul Dravid      | Indien     | 2       | 3       | 432     | 432,00  | 200*    | 2       | 1       |
| Sachin Tendulkar  | Indien     | 2       | 3       | 362     | 181,00  | 201*    | 2       | 0       |
| Alistair Campbell | Simbabwe   | 2       | 4       | 184     | 46,00   | 102     | 1       | 1       |
| Shiv Sunder Das   | Indien     | 2       | 3       | 172     | 57,33   | 110     | 1       | 1       |
| Bowling           |            |         |         |         |         |         |         |         |
| Spieler           | Mannschaft | Spiele  | Overs   | Wickets | Average | BBI     | 5W      | 10W     |
| Javagal Srinath   | Indien     | 2       | 102.2   | 12      | 22,91   | 5/60    | 1       | 0       |
| Sarandeep Singh   | Indien     | 1       | 71      | 6       | 34,33   | 4/136   | 0       | 0       |
| Sunil Joshi       | Indien     | 2       | 137     | 6       | 67,66   | 2/68    | 0       | 0       |
| Ajit Agarkar      | Indien     | 2       | 88      | 4       | 56,25   | 2/59    | 0       | 0       |
| Heath Streak      | Simbabwe   | 2       | 66      | 3       | 61,00   | 1/18    | 0       | 0       |
| Brian Murphy      | Simbabwe   | 2       | 87.5    | 3       | 107,00  | 2/175   | 0       | 0       |

| ODIs              | ODIs       | ODIs    | ODIs    | ODIs    | ODIs    | ODIs    | ODIs    | ODIs    |
| Batting           | Batting    | Batting | Batting | Batting | Batting | Batting | Batting | Batting |
| Spieler           | Mannschaft | Spiele  | Innings | Runs    | Average | HS      | 100s    | 50s     |
| ----------------- | ---------- | ------- | ------- | ------- | ------- | ------- | ------- | ------- |
| Sachin Tendulkar  | Indien     | 5       | 5       | 287     | 57,40   | 146     | 1       | 1       |
| Sourav Ganguly    | Indien     | 4       | 4       | 264     | 88,00   | 144     | 1       | 1       |
| Alistair Campbell | Simbabwe   | 5       | 5       | 179     | 35,80   | 68      | 0       | 1       |
| Andy Flower       | Simbabwe   | 5       | 5       | 177     | 35,40   | 77      | 0       | 2       |
| Hemang Badani     | Indien     | 5       | 4       | 153     | 76,50   | 77      | 0       | 2       |
| Bowling           |            |         |         |         |         |         |         |         |
| Spieler           | Mannschaft | Spiele  | Overs   | Wickets | Average | BBI     | 5W      | 10W     |
| Ajit Agarkar      | Indien     | 4       | 38.1    | 10      | 16,90   | 4/25    | 0       | 0       |
| Venkatesh Prasad  | Indien     | 5       | 43      | 7       | 28,28   | 3/61    | 0       | 0       |
| Brian Murphy      | Simbabwe   | 3       | 24      | 6       | 26,50   | 3/63    | 0       | 0       |
| Sourav Ganguly    | Indien     | 4       | 12      | 5       | 10,20   | 5/34    | 1       | 0       |
| Sridharan Sriram  | Indien     | 3       | 20      | 5       | 22,80   | 3/47    | 0       | 0       |

## Player of the Series
Als Player of the Series wurden die folgenden Spieler ausgezeichnet.
| Serie | Player of the Series |
| ----- | -------------------- |
| Test  | Andy Flower          |
| ODI   | Sourav Ganguly       |

### Player of the Match
Als Player of the Match wurden die folgenden Spieler ausgezeichnet.
| Spiel   | Player of the Match |
| ------- | ------------------- |
| 1. Test | Javagal Srinath     |
| 2. Test | Andy Flower         |
| 1. ODI  | Hemang Badani       |
| 2. ODI  | Sourav Ganguly      |
| 3. ODI  | Grant Flower        |
| 4. ODI  | Sourav Ganguly      |
| 5. ODI  | Ajit Agarkar        |